# August Meyszner
August Edler von Meyszner (Graz, 3 augustus 1886 - Belgrado, 24 januari 1947) was een Oostenrijkse officier  en SS-Gruppenführer en Generalleutnant in de politie tijdens de Tweede Wereldoorlog. Hij was ook parlementslid voor de NSDAP in de Rijksdag. En was mede verantwoordelijk voor de massamoord op de Joodse bevolking in Servië, en werd veroordeeld en terechtgesteld in Joegoslavië.

## Leven
Op 3 augustus 1886 werd August von Meyszner geboren in Graz in het Oostenrijks-Hongaarse Rijk. Hij was de zoon van de beroepssoldaat en Oberstleutnant (luitenant-kolonel) in het Oostenrijks-Hongaars leger Rudolf Edler von Meyszner. In 1884 werd zijn vader geridderd. Zijn oom was de Feldmarschallleutnant (veldmaarschalk-luitenant) Ferdinand von Meyszner. De broer van Meyszner Rudolf Ferdinand (1866–1947) trouwde in 1929 met Joodse Alice Strauss, een stiefdochter van de walskoning Johann Strauss.
In zijn geboortestad ging Meyszner naar de lagere en middelbare school. In 1903 ging hij naar de cadettenschool in Wenen, om de carrière van een officier na te streven. Meyszner werd als Kadettoffizierstellvetreter (vaandrig) in het k.uk. Landwehr Infanterie-Regiment Nr 3 geplaatst. Hij werd bij dit onderdeel op 1 mei 1908 bevorderd tot Leutnant (tweede luitenant), en werd naar de afdeling Signaal en telefoon, en leider van de ski-opleidingsbataljon Leoben overgeplaatst. Op zijn eigen verzoek deed hij vervolgens proeftijd bij het Landesgendarmeriekommando Nr. 7 (Triest), en slaagde in 1914 voor het gendarmerie-vakexamen en werd op 1 mei 1914 toegelaten tot de Gendarmerie. Hierop volgend werd Meyszner benoemd tot commandant van de Gendarmerieabteilungskommando Nr. 5 (Görz), en in juni 1914 bevorderd tot Gendarmerie-Oberleutnant (eerste luitenant in de Gendarmerie).

### Eerste Wereldoorlog
Meyszner vocht tijdens de Eerste Wereldoorlog deel aan verschillende fronten,  Italiaans front en Isonzofront. Op 16 augustus 1914 trouwde Meyszner met Pia Gostischa uit Maribor. Het echtpaar kreeg twee kinderen (een dochter en zoon).
Hij werd gecommandeerd naar het Küsten Abschnittkommando Grado, waar hij als commandant van de Grenzgendarmerie Abschnitt Tolmein werd ingezet. Op 19 mei 1915 werd Meyszner benoemd tot commandant van een gendarmeriecompagnie aan het Italiaans front. Later werd hij als chef van de Hochgebirgs en Sturmkompanie Nr 12 (vrije vertaling: 12e Hooggebergte en stormcompagnie) ingezet. Op 11 augustus 1916 werd hij bevorderd tot Gendarmerie-Rittmeister (kapitein in de Gendarmerie). In 1916 tot 1917 was Meyszner districtscommandant van de gendarmerie in Graz. Hierna was hij als alpine referent in de 12. Gebirgsbrigade (vrije vertaling: 12e Bergbrigade) werkzaam. Op 13 augustus 1917 werd Meyszner naar het Landesgendarmerie Kdo Nr 7 teruggeroepen. In 1919 was Meyszner samen met Walter Pfrimer en Hanns Albin Rauter een van de oprichters van de Steirischer Heimatschutz.

### Interbellum
Vanaf 2 november 1918 werd hij weer geplaatst in het Landesgendarmeriekommando Steiermark, en was daar werkzaam als Gendarmerieabteilungsinspekteur (vrije vertaling: afdelingsinspecteur in de Gendarmerie). Met de afschaffing van de Oostenrijkse adel na de val van de Habsburgse monarchie verloor Meyszner zijn adellijke titel. In 1919 voerde hij het bevel over de gendarmerie aan de grens met Koninkrijk Joegoslavië. Daarbij was hij betrokken bij gevechtsacties, soms in samenwerking met het Neder-Stiermarken Boerencommando bij de herovering van Radkersburg in het Südoststeiermark, dat  door Joegoslavië bezet was. Vanaf december 1919 tot 31 december 1928 bekleedde hij de functie van commandant van een afdeling gendarmerie in Judenburg. In 1921 tijdens de landname van Burgenland, werd hij als commandant van een afdeling gendarmerie door lokale Hongaren in zijn dij geschoten. In 1922 sloeg de gendarmerie onder zijn bevel de arbeidersonlusten in het gebied rond Judenburg neer. In 1927 kwam Meyszner in actie tegen een algemene staking die volgde op de brand in het Paleis van Justitie in Wenen. Meyszner raakte al vroeg politiek betrokken bij de Duitse Nationaal Rechts. Op 9 september 1925 werd hij lid van de Oostenrijkse NSDAP. Om onbekende redenen, en op een onbekend moment verliet hij de NSDAP weer. In mei 1927 reisde Meyszner met Pfrimer en Rauter naar een ontmoeting met Hitler in het Beierse Freilassing. Volgens zijn eigen verklaringen werd hij vanwege zijn "politieke activiteit" als commandant van een gendarmerie-afdeling op 1 januari 1929 overgeplaatst naar Graz. Hij bleef echter politiek actief, en nam deel aan de opmars van rechtse paramilitaire formaties. Hij gebruikte zijn positie om de Steirischen Heimatschutz, en andere paramilitaire formaties met wapens uit te rusten.
Eind 1930 werd Meyszner als een van de zes afgevaardigden van het Heimatblock verkozen tijdens de Landdagverkiezingen voor de Landdag van Stiermarken. Hij trad toe tot de deelstaatregering van Stiermarken als staatsraadslid volgens het systeem van evenredige vertegenwoordiging.
Op 13 september 1931 nam hij deel aan de Pfrimerputsch, maar bleef op de achtergrond en beweerde later in het deelstaatparlement dat hij niets wist van de staatsgreep. Omdat Pfrimer en andere functionarissen van de Heimatschutz gevlucht waren, nam Meyszner in september 1931 tijdelijk de leiding van de Stiermarkse Heimatschutz over. Samen met Rauter zocht hij al snel de samenwerking op met de NSDAP. Meyszner was flexibeler en stond meer open voor de eisen van de nationaalsocialisten dan Pfrimer, die veel belang had gehecht aan de autonomie van Heimatschutz. Meyszner distantieerde zich van de legitimistische inspanningen gericht op het herstel van de Habsburgse monarchie, en de ideeën van een Donaufederatie. Die in de Heimwehr virulent waren, en indruisten tegen het concept van een verbinding met het Duitse Rijk. Later schreef hij zichzelf toe dat hij alle legitimisten uit het leiderschap van het Heimatschutz had verdreven. Met de Landesgeschäftsführer van de Oostenrijkse NSDAP, Theo Habicht, werd een strijdverbond tussen de Heimatschutz en de nationaalsocialisten overeengekomen. En eind 1933 werd uiteindelijk in het “Venetië Akkoord” besloten dat de Heimatschutz moest worden overgedragen aan de NSDAP. Op dat moment had Meyszner zijn zetel in het deelstaatparlement verloren, aangezien de Heimatschutz was opgenomen in het verbod op de NSDAP, dat op 15 juni was uitgevaardigd door bondskanselier Engelbert Dollfuss, die sinds maart 1933 autoritair was. Het personeel in dienst van de NSDAP was ook verboden. Eind september 1933 werd Meyszner gedwongen met pensioen te gaan als Major de Gendarmerie (majoor in de Gendarmerie).
In mei 1933 werd Meyszner lid van de Sturmabteilung (SA). En werd passend met het “Venetië Akkoord” in november 1933 bevorderd tot SA-Obersturmbannführer (luitenant-kolonel), en plaatsvervangend leider van de verboden SA-Brigade Mittelsteiermark. Hij verklaarde later dat hij talrijke vergaderingen hield, en "leidersvergaderingen" bijgewoond had in Hongarije en Joegoslavië. Op 2 februari 1934 werd hij gearresteerd en, na drie maanden in politiehechtenis, werd hij vanaf mei voor nog eens drie en een halve maand geïnterneerd in het interneringskamp Wöllersdorf. In juni weer vrij, nam hij weer de leiding over van de SA-brigade Mittelsteiermark, en werd weer gearresteerd op de dag van de Juliputsch.
Volgens historicus Martin Moll lijkt Meyszner geen prominente rol te hebben gespeeld bij de putsch. Hoewel hij later werd gecertificeerd als actief te hebben geholpen bij de voorbereiding van de putsch, werden noch de Heimatschutz noch Meyszner afzonderlijk genoemd in de nationaalsocialistische beschrijving die na de "annexatie" van Oostenrijk. Voor de historicus Hans Schafranek volgde Meyszner de bevelen van zijn in München residerende superieuren in de SA, Hermann Reschny en Friedrich Fenz niet op, maar handelde hij in geheime opdracht van de SS (Konstantin Kammerhofer en Rauter) en de NSDAP-Landesleitung onder Habicht. In tegenstelling tot de instructie van de geëmigreerde SA-leiding van 23 juli om de gewapende opstand alleen te beginnen met de slogan "zomerfeest met prijsschieten", gaf Meyszner, in overeenstemming met de putschisten van de Weense SS, het bevel met de leuze elementaire gebeurtenis heeft plaatsgevonden.
Nadat hij uit politiehechtenis was ontsnapt, vluchtte Meyszner, die nu door een arrestatiebevel werd gezocht, in juli 1934 naar Joegoslavië. De Republiek Oostenrijk had hem zijn staatsburgerschap ontnomen, en zijn pensioenrechten ontzegd. In Joegoslavië werkte hij in het NSDAP-vluchtelingencentrum, en reisde in november/december 1934 per schip naar Duitsland.
In Duitsland werd Meyszner benoemd tot Lagerführer (kampleider) van het kamp Rummelsburg in Pommeren. En aansluitend was hij werkzaam voor de NSDAP-vluchtelingenwerk in Berlijn. Op 20 februari 1935 stapte hij op eigen verzoek samen met Kammerhofer en Rauter over van de SA naar de SS. Meyszner werd als SS-Oberführer „zur besonderen Verwendung“ van de Reichsführer-SS ingeschaald. Nadat hij op 1 september in zijn oude rang van Major der Schutzpolizei terug kon komen, nam hij op 10 oktober 1935 op eigen verzoek ontslagen uit de SS. Met terugwerkende kracht vanaf 20 april 1934 werd hij bevorderd tot Oberstleutnant der Schutzpolizei (luitenant-kolonel in de politie). En nam het commando over de Schutzpolizei-Abschnitt Mitte en, werd plaatsvervanger van de commandant van de Schutzpolizei-Gruppenkommandos Ost in Berlijn. Tegelijkertijd bekleedde hij de functie van ererechter bij het Volksrechtbank. Op 11 oktober 1937 werd hij opnieuw opgenomen in de SS.
Op 12 maart 1938 tijdens de Anschluss van Oostenrijk rukte Meyszner met de 1e marsgroep van de Ordnungspolizei Oostenrijk in. Een maand lang fungeerde hij als waarnemend inspecteur van de Ordnungspolizei voor Oostenrijk in Wenen. Met ingang van 1 maart 1938 werd bevorderd tot Oberst der Schutzpolizei (kolonel in de politie). Hierna volgde zijn benoeming tot Inspekteur der Ordnungspolizei (IdO) in Wenen.
Tijdens de Rijksdagverkiezingen van 10 april 1938 werd hij ook in de Rijksdag gekozen als vertegenwoordiger voor Oostenrijk. Met terugwerkende kracht vanaf 1 maart 1938 werd Meyszner bevorderd tot Oberst der Schutzpolizei (kolonel in de politie). Hij nam vanaf midden april 1938 tot juni 1939 voor Ernst Kaltenbrunner de functie van Inspekteur der Ordnungspolizei (IdO) bij de staatssecretaris voor het Veiligheidswezen in de Landsregering waar. In april 1938 kreeg Meyszner onenigheid met Kaltenbrunner, en werd op 1 oktober 1938 als districtscommandant naar het geannexeerde Sudetenland gestuurd. Voordat hij als Inspekteur der Ordnungspolizei bij de Eerste president van de provincie Hessen-Nassau naar Kassel werd overgeplaatst. Daarna werkte hij ook als hogere politieleider en politiek adviseur van de Eerste president.

### Tweede Wereldoorlog
Op 23 maart 1940 werd Meyszner bevorderd tot SS-Brigadeführer (brigadegeneraal). In het voorjaar van 1940 werd hij als vertegenwoordiger van de Höherer SS- und Polizeiführer (HSSPF) Fulda-Werra Josias zu Waldeck und Pyrmont ingezet. Op 10 september 1940 werd hij door Himmler  benoemd tot Befehlshaber der Ordnungspolizei (BdO) in het bezette Noorwegen, en werkte daar onder de HSSPF Nord, SS-Obergruppenführer Wilhelm Rediess zonder daar in het bijzonder te verschijnen. Eind 1941 werd hij door Himmler weer teruggeroepen naar Duitsland. Op 9 december 1941 werd hij bevorderd tot Charakter van Generalleutnant der Polizei. In januari 1942 nam Meyszner deel aan een strategieconferentie in het Feldkommandostelle Hochwald, waar over dwangarbeid, volgens plan vermoorden van de Joden en het Generalplan Ost gesproken werd. Op 24 januari 1942 werd Meyszner tot Höheren SS- und Polizeiführer (HSSPF) in het gebied van de militaire bevelhebber in het bezette gebied Servië, hij had zijn kantoor in Belgrado. Hij kreeg tegelijkertijd de opdracht om het "gebruik en consolidering van de Duitse nationaliteit" in Servië te bevorderen. Voor het voorjaar van 1942 werden nieuwe opstanden verwacht. In deze situatie besloot Hitler een HSSPF in te stellen, en die de  verantwoordelijk te maken voor de veiligheidskwesties in Servië. Omdat het hoofd van het Duitse militaire bestuur, Harald Turner, het plan nastreefde van een zogenaamd "toezichtsbestuur" met een marionettenregering onder de nationalistische generaal Milan Nedić, zoals dat in de praktijk werd gebracht met het Vichyregime in Frankrijk. Dit was te ingewikkeld voor Himmler, vooral omdat hij de Serviërs beschouwde als “een volk dat eeuwenlang in opstand is beoefend en opgevoed”. Meyszner, aan wie de slogan wordt toegeschreven als een citaat: "Ik verkies een dode Serviër boven een levende", leek Himmler de juiste man om de veiligheid in Servië te waarborgen. Meyszner kreeg ook de taak om de Banaat-Zwaben te rekruteren voor de Waffen-SS.
De commando- en gezagsstructuur die Meyszner bij zijn aankomst aantrof, was zelfs nog meer verward dan in andere bezette gebieden. Naast de militaire bevelhebber van Servië trad gemachtigd bij decreet van de Führer als vertegenwoordiger van het ministerie van Buitenlandse Zaken op voor kwesties van buitenlands-politieke aard. Een vertrouweling van Hermann Göring was verantwoordelijk voor economische zaken, en ook de collaboratie regering van Nedić moest worden overwogen. Met Meyszner als HSSPF is er nu een andere functionaris bijgekomen om de politiezaken over te nemen die voorheen door de administratieve staf van de militaire commandant werden afgehandeld. Meyszner was alleen ondergeschikt aan de militaire commandant en ontving zijn orders van Himmler. De SS-eenheden en de Servische politie waren aan hem ondergeschikt gesteld.
Het eerste project dat Meyszner tussen begin en februari 1942 ondernam, was de oprichting van een divisie van Volksduitsers voor de Waffen-SS. Hiertoe werd besloten tot een "verplichte dienstplicht voor de gehele Servische bevolking of geschikte leeftijdsgroepen" om de etnisch Duitse arbeidskrachten in de landbouw te vervangen. In het voorjaar van 1942 werd de 7. SS-Freiwilligen-Gebirgs-Division Prinz Eugen opgericht.
Tegelijkertijd probeerde Meyszner de door de SS-Gruppenführer Harald Turner geleidde administratieve staf van de militaire commandant de politietaken te onttrekken. Hij drong erop aan de bevoegdheden van de collaborerende regering in te perken, terwijl Turner zijn programma van politiek toezicht voortzette. Gedurende 1942 werd het Duitse militaire bestuur in Servië gebukt onder competentiegeschillen tussen Meyszner en Turner. Zelfs vóór de komst van Meyszner waren er pogingen van de Wehrmacht geweest om de administratieve staf van Turner te degraderen tot een puur administratieve afdeling. Hij werd ervan beschuldigd dat Servië, in tegenstelling tot het bezette Frankrijk, door de opstand van 1941 een Wehrmacht-gevechtsgebied was geworden. Turner stond alleen in zijn ideeën, en Himmler steunde de politieke lijn van Meyszner.
Formeel was de Befehlshaber der Sicherheitspolizei und des SD (BdS) de SS-Obersturmbannführer Emanuel Schäfer ondergeschikt gesteld. Hij volgde de Wilhelm Fuchs op als leider van de Einsatzgruppe Serbien. Tegelijkertijd ontving echter Emanuel Schäfer zijn instructies rechtstreeks van het Reichssicherheitshauptamt (RSHA) in Berlijn. August Meyszner werd alleen op de hoogte gebracht van de acties van Schäfer. Tijdens zijn ambtsperiode van maart tot 10 mei 1942 werden 15.000 Joodse vrouwen en kinderen vermoord. begin maart 1942 stuurde het RSHA een tot gaswagen omgebouwde vrachtwagen naar het concentratiekamp Sajmište bij Belgrado.
Op 4 oktober 1943 als SS-Gruppenführer nam Meyszner deel aan de Poznańtoespraken in Poznań. Vanaf midden maart 1944 tot begin mei 1945 was hij Generalinspekteur der Gendarmerie und Schutzpolizei der Gemeinden (vrije vertaling: inspecteur-generaal van de Gendarmerie en Schutzpolizei in het Rijk). Er is niets bekend over de activiteiten van Meyszner in deze rol.

## Na de oorlog
Aan het einde van de oorlog viel Meyszner in handen van de Westerse geallieerden, en zijn hoge SS-rang zorgde voor aandacht van onderzoekers. Hij werd ondervraagd de Amerikaanse Chief Counsel for the Prosecution of Axis Criminality Robert Houghwout Jackson. In juni 1945 werd hij samen met Wilhelm Fuchs uitgeleverd aan Joegoslavië. Zijn betrokkenheid bij het uitvoeren van vergeldingsexecuties zowel voor eigen rekening als namens de Wehrmacht, en de publicatie van zijn naam samen met lijsten van de geëxecuteerden, zorgden ervoor dat zijn lot zeker was.
Tussen 9 en 22 december 1946 speelde de Holocaust in Servië een kleine rol in zijn proces voor het Hoogste Militaire Gerechtshof in Belgrado. Op 22 december werd hij ter dood veroordeeld, samen met de meeste van de 20 leidende leden van zijn HSSPF-staf die tegelijkertijd werden berecht. Op 24 januari 1947 werd Meyszner geëxecuteerd door ophanging.

## Carrière
Meyszner bekleedde verschillende rangen in zowel de Politie als Allgemeine-SS. De volgende tabel laat zien dat de bevorderingen niet synchroon liepen.
| Datum                                                                              | Oostenrijks-Hongaars leger  | Sturmabteilung         | Allgemeine-SS    | Politie                                   |
| ---------------------------------------------------------------------------------- | --------------------------- | ---------------------- | ---------------- | ----------------------------------------- |
| 1906                                                                               | Kadettoffizierstellvetreter | —                      | —                | —                                         |
| 1 mei 1908                                                                         | Leutnant                    | —                      | —                | —                                         |
| 23 juni 1914                                                                       | —                           | —                      | —                | Gendarmerie-Oberleutnant                  |
| 11 augustus 1916                                                                   | —                           | —                      | —                | Gendarmerie-Rittmeister                   |
| 30 september 1930                                                                  | —                           | —                      | —                | Gendarmerie-Major                         |
| Mei 1933                                                                           | —                           | SA-Obersturmbannführer | —                | —                                         |
| 20 februari 1935                                                                   | —                           | —                      | SS-Oberführer    | —                                         |
| 1 september 1935 (RDA vanaf 10 september 1935)                                     | —                           | —                      | —                | Major der Schutzpolizei                   |
| 6 juni 1937 (met ingang vanaf 1 april 1937 en RDA vanaf 20 april 1937)             | —                           | —                      | —                | Oberstleutnant der Schutzpolizei          |
| 18 maart 1938 (met ingang vanaf 12 september 1937 en Patent vanaf 9 november 1935) | —                           | —                      | —                | Oberst der Schutzpolizei                  |
| 20 april 1939 (met ingang vanaf 1 april 1939 en RDA vanaf 20 april 1939)           | —                           | —                      | —                | Generalmajor der Polizei                  |
| 23 maart 1940 (met ingang vanaf 20 april 1940)                                     | —                           | —                      | SS-Brigadeführer | —                                         |
| 9 december 1941 (met ingang vanaf 1 oktober 1941 en RDA vanaf 8 december 1941)     | —                           | —                      | —                | Charakter van Generalleutnant der Polizei |
| 1 januari 1942 (met ingang vanaf 1 januari 1942)                                   | —                           | —                      | SS-Gruppenführer | —                                         |
| 20 januari 1942 (met ingang vanaf 1 januari 1942 en RDA vanaf 1 januari 1942)      | —                           | —                      | —                | Generalleutnant der Polizei               |

## Lidmaatschapsnummers
- DNSAP-nr.: 10 617 (lid geworden 5 september 1925[22]), hernieuwd lid NSDAP-nr.: 6 119 650[5][20] (lid geworden juli 1934)
- SS-nr.: 263 406[10][20] (lid geworden 20 februari 1935[5])

## Onderscheidingen
Selectie:
- Gouden Ereteken van de NSDAP[23] in 1943
- Orde van de Kroon van Koning Zvonimir, 1e Klasse
- Orde van de IJzeren Kroon (Oostenrijk), 3e Klasse met Oorlogsdecoratie en Zwaarden[3][21]
- Gewondenmedaille met Een verwonding[3][4][21]
- Signum Laudis in brons met Oorlogsdecoratie en Zwaarden[3][21]
- IJzeren Kruis 1939, 1e Klasse (15 mei 1944[3][21]) en 2e Klasse (29 oktober 1943[3][21])
- Ehrendegen des Reichsführers-SS[10] op 12 september 1939[21]
- SS-Ehrenring[10] op 9 december 1938[21]
- Julleuchter der SS in december 1937[3][21]